# Sarah Ashton-Cirillo
Sarah Ashton-Cirillo (Florida, 9 de julio de 1977) es una activista y periodista estadounidense. En 2022, viajó a Ucrania durante la invasión rusa, donde se convirtió en corresponsal de guerra, socorrista operativo y secretaria de prensa para las Fuerzas de Defensa Territorial de Ucrania. Según USA Today, ella es la primera corresponsal de guerra abiertamente transgénero del mundo.

## Biografía
Sarah Ashton-Cirillo vivía en Las Vegas desde 2004. Trabajó como analista inmobiliaria, directora de comunicación y jugadora de póquer. Ha ganado premios en metálico de cinco cifras con el juego de cartas. Posteriormente desarrolló un interés por el periodismo y la política.
En 2015, viajó a campos de refugiados sirios en Turquía durante la guerra civil siria, una experiencia que describió posteriormente en su libro Along the Paths of Tears. Se sometió a tres años de terapia hormonal y decidió someterse una cirugía de afirmación de género en 2019. En marzo de 2021, cambió su nombre oficialmente a Sarah.

### Actividad política en Nevada
Alrededor de la época de las elecciones presidenciales de Estados Unidos de 2020, Ashton-Cirillo se infiltró en los círculos del Partido Republicano como parte de su investigación para un libro sobre el extremismo de derecha. Entró en contacto con un consultor republicano que quería aliar a los Proud Boys con el Partido Republicano de Nevada para impugnar las papeletas y anular las elecciones presidenciales.
Organizó una reunión en su casa para candidatos demócratas y republicanos a cargos públicos, a la que asistieron casi 100 republicanos. Según Ashton-Cirillo, no se involucraron con su política progresista y su género trans por tokenismo. Woodrow Johnston, vicepresidente de la firma consultora McShane LLC, con sede en Las Vegas, se puso en contacto con ella para involucrar a los Proud Boys en los esfuerzos por presionar a los votantes en Nevada. La noche después de las elecciones, Johnston envió a Ashton-Cirillo un mensaje sobre una acción en Arizona, encabezada por Paul Gosar, para protestar por el proceso de recuento de votos. Johnston quería hacer algo similar en Las Vegas. Aproximadamente en ese momento, Johnston y otros miembros de la compañía se encontraban en el Venetian Resort Hotel. El presidente de la rama estatal del partido, Michael McDonald, y otros funcionarios republicanos también estuvieron presentes, según dos personas con conocimiento directo de las reuniones. Ashton-Cirillo envió un mensaje a un grupo de Telegram de activistas de extrema derecha, incluido un líder de la rama  de Las Vegas de Proud Boys, para coordinar sus acciones con instrucciones de funcionarios republicanos. Unos días después, los Proud Boys celebraron una controvertida manifestación frente a la oficina electoral del condado de Clark.
El fundador de McShane LLC, Rory McShane, admitió públicamente haber trabajado con el Partido Republicano para impugnar los resultados electorales. Sin embargo, negó tener conocimiento de los mensajes de Ashton-Cirillo. Sin embargo, tenía la impresión de que Johnston recibía órdenes directamente del Partido Republicano. Horas antes de convocar a los Proud Boys a presentarse en el condado de Clark, Johnston le envió un mensaje de texto a Ashton-Cirillo diciéndole que «el Partido Republicano nos ha contratado para ayudar con las elecciones de Nevada». Esto provocó fracturas en las filas del Partido Republicano de Nevada. Sus miembros del Senado estatal y del Consejo de Distrito del Condado de Clark pidieron a los miembros de su partido que se distanciaran de los Proud Boys. Ashton-Cirillo presentó historiales de chat al partido estatal que mostraban que siete miembros del partido habían hecho comentarios racistas o antisemitas. Fueron expulsados del partido.
En la primavera de 2021, Ashton-Cirillo se postuló para el Concejo Municipal de Las Vegas después de convertirse en miembro registrado del Partido Demócrata. En julio de 2021, el FBI revisó la información que Ashton-Cirillo le envió como parte de una investigación sobre el uso de fondos de campaña por parte de Michele Fiore para fines personales. En octubre, Ashton-Cirillo retiró su candidatura al Concejo Municipal para centrarse en otras actividades cívicas.

### Invasión rusa de Ucrania

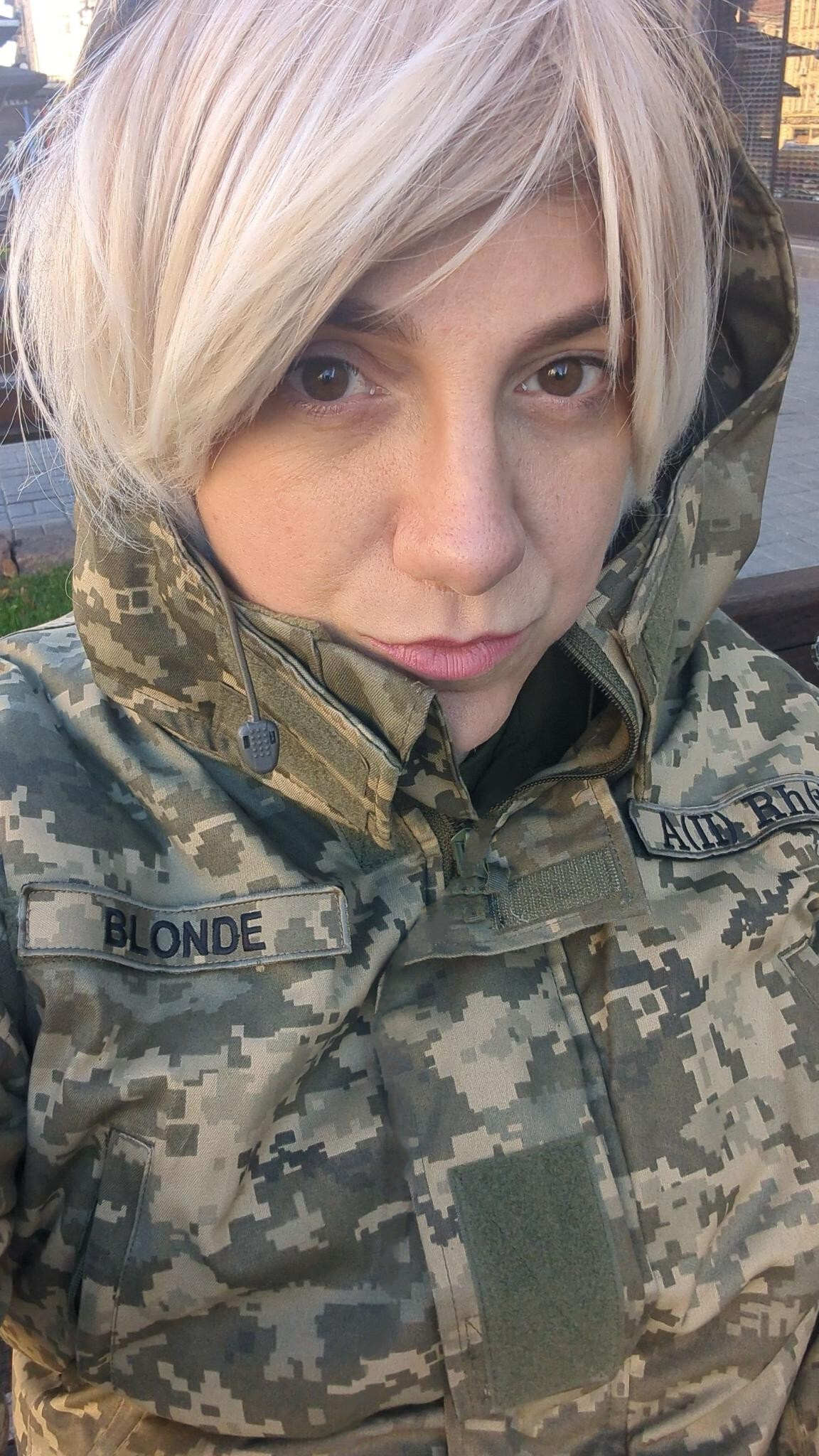
Ashton-Cirillo con uniforme ucraniano en noviembre de 2022. El parche de identificación en el uniforme de Ashton-Cirillo dice Blonde («Rubia»).

Ashton-Cirillo visitó museos en los países bálticos mientras escribía su segundo libro y aprendió sobre la influencia de Rusia en la gente de allí, el borrado de su cultura, las deportaciones de marzo y la tortura de prisioneros políticos. Según su propio testimonio, esto le hizo odiar a Rusia.
Con el inicio de la invasión rusa de Ucrania en 2022, planeaba visitar Polonia para investigar la crisis de refugiados. Unos días más tarde viajó a Járkov, en cuyas afueras se libraban intensos combates en aquel momento. En marzo de 2022 se incorporó a las Fuerzas Armadas de Ucrania como corresponsal de guerra. Solicitó un pase de prensa a las Fuerzas Armadas de Ucrania y unos días después la autoridad gubernamental competente le permitió continuar su trabajo en el país sin restricciones. Se le concedió acceso a cualquier parte de Ucrania que quisiera visitar, incluidos los teatros de guerra. También tenía la ventaja de poder ignorar las restricciones de salida y no tener que mostrar su pasaporte en cada puesto de control. Estas aprobaciones vinieron con un respaldo oficial de sus circunstancias como persona trans.
Ella comentó sobre la experiencia de la siguiente manera:

Ucrania entiende un mundo donde existen los géneros, donde la identidad pertenece al individuo, y lo ha demostrado haciendo todo lo posible para hacerme un lugar como reportera transgénero. Este episodio me mostró claramente de primera mano por qué Putin tiene miedo de esta nación increíblemente fuerte, dinámica y hermosa.

Como trabajadora independiente para la revista de noticias LGBTQ Nation, se centró principalmente en el impacto de la guerra en las personas LGBT ucranianas, y en expresar la aceptación LGBT entre la sociedad ucraniana a través de las artes. También escribió sobre cómo, con el inicio de la invasión rusa, se emitió un decreto que obligaba a casi todos los hombres entre 18 y 60 años a permanecer en Ucrania, y por tanto las mujeres trans tenían problemas para salir del país. Al principio de su estadía en Ucrania, escribió que la transición le permitió avanzar, superar el miedo y concentrarse en«por qué estoy más de 6000 millas de casa tratando de detener el genocidio en el espacio postsoviético».
Ashton-Cirillo vivió y trabajó con funcionarios de seguridad locales. Les ayudaba a entregar armas a los puestos de control y comida cuando no escribía sobre la guerra. El alcalde de Zólochiv la nombró su representante oficial en las negociaciones con grupos de ayuda extranjeros. En el verano de 2022, un cohete explotó en una casa frente a Ashton-Cirillo en Zólochiv. Esto la motivó a unirse a las Fuerzas Armadas de Ucrania como primera interviniente operativa porque, en su opinión, ya no cubría la guerra sino que vivía en la guerra. Comenzó a escribir resúmenes y análisis de políticas para unidades del gobierno ucraniano. Ashton-Cirillo comenzó a trabajar para el Ministerio de Defensa de Ucrania en agosto en calidad de civil. El 10 de octubre fue la primera periodista en el lugar de un ataque con misiles rusos contra Kiev. Produjo un vídeo que fue visto millones de veces, compartido por el presidente Volodímir Zelenski en su página oficial de Instagram y transmitido por los canales de televisión ucranianos en los noticieros nocturnos. Ese mismo mes se alistó en las fuerzas armadas. Se unió al batallón tártaro de Crimea Noman Çelebicihan. Su distintivo de llamada era Blonde («Rubia»). Tuvo que dejar de usar este distintivo de llamada en 2023 porque se volvió demasiado conocido y los rusos pusieron una recompensa por su cabeza.
Desempeñó un papel informal como enlace entre las fuerzas estadounidenses y ucranianas. Cuando regresó por primera vez a Estados Unidos en diciembre, hizo dos viajes al Capitolio para hablar ante más de una decena de oficinas legislativas, incluidos miembros de la Comisión de Seguridad y Cooperación en Europa.
En la mañana del 23 de febrero de 2023, Ashton-Cirillo resultó herida en el frente. Perdió parte de su brazo y le quedaron cicatrices permanentes en la cara. En abril fue ascendida a sargento. En junio de 2023 fue nombrada Secretaria de Prensa de la Defensa Territorial de Ucrania. Según Oleksiy Dmytrashkovsky, director del centro de prensa, el objetivo era «proporcionar a los ciudadanos de Estados Unidos y Europa información operativa veraz sobre los acontecimientos en Ucrania y el curso de las hostilidades, y no dar oportunidad a los propagandistas rusos para obtener información distorsionada». En el verano de 2023, Ashton-Cirillo alcanzó los 28,3 millones de usuarios en Twitter. En septiembre de 2023, Ashton-Cirillo fue suspendida por declaraciones que, según la jerarquía, no fueron aprobadas y que el Ministerio de Defensa de Ucrania dijo que se estaba llevando a cabo una investigación. Esto fue precedido por un vídeo en el que Ashton-Cirillo decía que «todos los propagandistas de los criminales de guerra de Rusia serán perseguidos y se hará justicia». El senador estadounidense J. D. Vance expresó preocupación de que «los recursos estadounidenses apoyen la violencia o la amenaza de violencia contra las personas por expresar sus opiniones». Ashton-Cirillo dijo a Newsweek que «los tribunales internacionales, junto con los tribunales ucranianos, existen para acusar y celebrar juicios justos para aquellos sospechosos de haber cometido crímenes de guerra».

## Recepción
Según la publicación Xtra Magazine, centrada en la comunidad LGBT, Ashton-Cirillo es la única periodista transgénero que cubre la invasión de Ucrania. Según LGBTQ Nation, «Su trabajo en Ucrania fue innovador y rompió los estereotipos no sólo sobre las personas trans, sino también sobre los ucranianos».
Según Ashton-Cirillo, ser transgénero no era un problema en Ucrania en comparación con su vida en Estados Unidos. «Es más fácil librar una guerra mundial contra Rusia como mujer transgénero que vivir una vida en Estados Unidos en la que siempre se habla de mi identidad de género, pase lo que pase».
Tras el anuncio de que Ashton-Cirillo se convertiría en secretaria de prensa de la defensa territorial de Ucrania, propagandistas rusos expresaron una retórica homofóbica e intentaron burlarse del ejército ucraniano. Según Hanna Maliar, esto aumentó la audiencia de Ashton-Cirillo. Según El País, Ashton-Cirillo es «una de las voces más importantes de la propaganda ucraniana, por su vehemencia al hablar de la lucha entre democracia y tiranía, por su perfil singular en un contexto como la guerra de Ucrania, y porque a pesar de su falta de experiencia militar, tomó las armas para unirse a la infantería como médica de combate».
El 21 de abril de 2022, la portavoz del Ministerio de Relaciones Exteriores de Rusia, María Zajárova, acusó a Ashton-Cirillo de estar implicada en la desaparición y presunto asesinato del periodista chileno-estadounidense Gonzalo Lira, quien, señaló, estaba «detenido por el Servicio de Seguridad del Estado de Ucrania». Zajárova la describió como una «periodista transgénero de Las Vegas» que se tomaba fotografías con «gánsteres», en referencia a los soldados ucranianos. Lira reapareció con vida al día siguiente. Según Ashton-Cirillo, la gente de derecha la difamó. Recibió amenazas de muerte, secuestro y tortura en Twitter y fue víctima de doxing. Un miembro de la Brigada Azov, una unidad de la Guardia Nacional que defendió Mariúpol durante el asedio ruso, le dijo a Ashton-Cirillo que estaba orgulloso de ella porque la acusación de Zajárova significaba que estaba lastimando a los rusos.